# Laktas
Laktas är ett enzym som finns i tarmslemhinnan och har som uppgift att bryta ner disackariden laktos till monosackariderna glukos och galaktos genom hydrolys. Hos människan är det ett membranprotein som produceras av tarmslemhinnans enterocyter och sitter ankrat i borstbrämen. Enzymet produceras normalt hos alla däggdjur vid födseln men nedregleras senare i livet då behovet av modersmjölk upphör.
Brist på laktas leder till laktosintolerans, vilket kännetecknas av en bristande förmåga att spjälka laktosen i mjölkprodukter. Bibehållen produktion av laktas benämns laktaspersistens. 
En majoritet av världens människor är laktosintoleranta (i många asiatiska länder nära 100 %), medan den inhemska befolkningen i Norden (finnar och samer undantagna) producerar ovanligt mycket av enzymet laktas. Andelen laktostoleranta i en population verkar vara proportionell mot längden tid som uppfödning av kreatur och mjölkdrickande har förekommit. Även många svenskar kan dock få ont i magen om de konsumerar stora mängder mjölk. Intaget av laktos överskrider då vad laktaset i matspjälkningssystemet klarar av. Laktaspersistens är alltså en mutation och laktosintolerans det naturliga tillståndet hos vuxna individer.